# 中間統胤
中間 統胤（なかま むねたね）は、戦国時代から江戸時代前期にかけての武将。黒田氏の家臣。

## 出自
中間氏は豊前国中間荘を拠点とする国人で、一戸城を居城としていた。宇都宮氏庶流であり、歴代豊後国大友氏や同族の野仲氏に従っていた。

## 生涯
天文20年（1551年）、中間房俊の子として誕生。
天正15年（1587年）、豊臣秀吉の九州平定で豊前六郡が黒田氏の所領となると、その傘下となって引き続き一ツ戸城を安堵された。城井鎮房の反乱の際にはこれに組みするものの、後に黒田氏に忠誠を誓って縁戚であった山田大膳輝家の籠る豊前山田城を謀略によって落城させ、黒田孝高から重用された。文禄・慶長の役では黒田家の一員として朝鮮にも渡海している。
慶長5年（1600年）の関ヶ原の戦いの際は黒田如水に従い、旧主大友義統を撃破している。この時に子・忠胤、重友が初陣を飾り、敵将を討ち取って、兄弟は羽織と小袖を恩賞として与えられた。黒田氏が関ヶ原の戦功により筑前国52万石を与えられると、故郷を離れ、黒田長政に従った。統胤は筑前松尾城主となり、元和の一国一城令で廃城になるまで国境を守った。元和9年（1623年）の段階で、その知行は2,500石、息子の六郎右衛門忠胤が400石を得ていた。
黒田長政はその功に報いて、統胤に黒田の名字を与え、黒田統胤と名乗らせた。
後に隠居して家督を忠胤に譲り、任可と名乗った。
寛永2年（1625年）、死去。家督は長男・忠胤が継ぎ、次男・重友は別家を起こした。
忠胤は栗山利安の婿であり、栗山利章の起こした黒田騒動に連座する形となり、蟄居するも清末藩主・毛利元知の招きに応じた先の長門国で早逝して断絶。重友の系統は福岡藩士として続き、安政5年（1858年）に重友の子孫である統範は断絶していた統胤の家を再興している。

### 家系
```
中間房俊
  ┣━━━┓

統胤
　 
小左衛門

  ┣━┓

忠胤
 
重友

      ┃
     
経家

      ┃
　　 
重棟

      ┃
　　 
重規

      ┃
　　 
重良

      ┃
　　 
重倚

      ┃
　　 
良重

      ┃
　　 
重友

      ┃
　　 
統範
```

## 逸話
- 黒田孝高の降伏勧告を受け入れるかどうか悩んだ統胤は、評定の場で家臣に札を使った多数決による採決を行い、家臣全員が「黒田家へ降伏すべき」としたため降伏している。
- 黒田孝高に降伏した後、城井鎮房より再度の勧誘があったが、その勧誘を断る使者を鎮房に送った。しかし、その使者は途中で黒田家に捕らえられるが、書状の内容を知った孝高は深く感じ入り、統胤を重用するようになった。
- 益富城主であった後藤又兵衛基次とは仲が良く、又兵衛は三里の道を駆けて松尾城の統胤を尋ねてきたという。
- 文禄・慶長の役の際に、中間（なかま）を「ちゅうげん（中間：雑用をする武家奉公人で、読み方は違うが漢字は同じ）」と呼ばれるのを嫌がって、「中摩」や「中真」と書状に記している。